# Gerard Reve
Gerard Kornelis van het Reve (Ámsterdam, 14 de diciembre de 1923-Zulte, Bélgica, 8 de abril de 2006) fue un escritor holandés. En 1973 adoptó una versión corta de su nombre, Gerard Reve, por la que es conocido actualmente. Junto a W.F. Hermans y Harry Mulisch es considerado uno de los tres grandes escritores neerlandeses de la postguerra. 
Reve fue uno de los primeros homosexuales en salir públicamente del armario en los Países Bajos. Con frecuencia describió explícitamente encuentros sexuales entre hombres en sus obras, lo que resultó chocante para algunos lectores, aunque contribuyó a normalizar la homosexualidad entre su público. Otro de sus temas frecuentes, a menudo combinada con el erotismo, es la religión. Reve declaró que el mensaje principal de toda su obra era la salvación del mundo materialista en el que vivimos.
Gerard Reve además era el hermano del ensayista y eslavista Karel van het Reve, que como su hermano se convirtió en un acérrimo anti-communista, aunque la relación personal entre ambos hermanos no fue buena y dejaron de hablarse en los años 1980.
Paul Verhoeven adaptó su novela de 1981 De vierde man (el cuarto hombre) para la película homónima.

## Temáticas
Reiteró que la homosexualidad sólo era un tema secundario en su obra, que la principal era la insuficiencia del amor humano (en comparación del amor divino). Desde la publicación de Op weg naar het einde (Camino hacia el final) (1963) y "Nader tot U" (Acercarse a ti) (1966), con las que se dio a conocer al gran público, se plasma su visión particular de la creación divina y del destino humano, especialmente en las colecciones de cartas que publicó. En ellas hace hincapié en que la única interpretación intelectual aceptable de los textos religiosos es la simbólica, y considera irrelevante la interpretación histórica de los evangelios. La religión según Reve no tiene nada que ver con la literalidad, las prácticas, la moral o la política. No estaría en discrepancia con la ciencia moderna porque estarían en realidades diferentes. Considera que el mundo observable no tiene significado más allá de los hechos contrastables, mientras que la revelación aunque no tenga sentido, tendría significado, y es este significado tras el que va Reve en toda su obra. 
La prosa erótica de Reve trata parcialmente de su sexualidad, aunque apunta a algo más universal. La obra de Reve describe la sexualidad como un ritual. Muchas escenas contienen un carácter sádico aunque no es un fin en sí mismo. Reve considera los actos sexuales de castigo como una forma de la veneración a los demás, y finalmente a entidades superiores (Dios). Esto es de nuevo un intento de dar significado a los actos humanos (el sexo) que carecerían de significado en su forma material.

## Estilo
Su estilo combina el nivel formal con el coloquial, de una forma muy reconocible, al igual que su sentido del humor y su paradójica visión del mundo, que alterna el misticismo exaltado con el sentido común. La ironía domina su obra, y como además tiene tendencia por las afirmaciones extremas, causa a menudo confusión entre algunos de sus lectores.

## Controversias
La carrera de Reve ha estado marcada por la polémica. Desde que el ministerio de cultura intervino para paralizar una beca que Reve iba a recibir, debido a la oscura naturaleza de su obra, a raíz de que un senador, el calvinista Hendrik Algra, sacara el tema en un pleno de senado. Los escándalos se continuaron hasta que el rey Alberto II de Bélgica se negó a entregarle un premio literario cuando su pareja estaba siendo acusada de indecencia con menores. Reve unas veces dio la bienvenida a la publicidad y otras se quejó de la continua lucha con las autoridades, la opinión pública y la prensa.
Gerard Reve fue procesado en 1966 acusado de quebrantar la ley contra la blasfemia. En Nader tot U describió el encuentro sexual del narrador con Dios, encarnado en un burro gris de tres años. En abril de 1968 fue absuelto de este cargo por la corte suprema de los Países Bajos.
Se convirtió al catolicismo siendo un católico muy liberal. Sus representaciones y ridiculización del catolicismo crearon tensiones con la comunidad católica holandesa de los años 1960 y llevaron a muchos a dudar de la sinceridad de su conversión. Pero por otro lado Reve contribuyó como asesor literario de la nueva traducción de la biblia al holandés, la traducción Willibrord.
Reve creció en una familia comunista, otro de sus temas principales junto con la religión y el amor, lo que le llevó a odiar profundamente el comunismo, sus regímenes y la tolerancia hacia los círculos comunistas en el mundo occidental.
En 1975 apareció en el festival de poesía holandés llevando una esvástica además de la hoz y el martillo, y leyó un poema que hablaba de la inmigración en términos racistas, en un lenguaje cuasi-solemne que insultaba a mucha gente, especialmente a los mestizos de Surinam; muchos de los cuales habían llegado recientemente al país al filo de la descolonización que tuvo lugar en noviembre de 1975. Este hecho provocó gran polémica, y muchos se preguntaron si Reve había perdido la cabeza o si se refería a otra cosa. En plena ola de críticas Reve no cambió ni un ápice de sus declaraciones, aunque afirmó ser demasiado inteligente para ser racista y que nunca quiso causar daño en función de la raza, sino que se había pasado con su inherente ironía.
Durante los últimos años de su vida sufrió Alzheimer, que causó su fallecimiento el 8 de abril de 2006, a los 82 años.
En octubre de 2009 se publicó la primera parte de una controvertida biografía, bajo el título Gerard Reve. La crónica de una vida culpable. Entre otras cosas, revela la primera relación de Reve con el cantante Tine Fraterman. La Parte II, Los años de desastre 1962 – 1975 dio continuidad a esta zaga en marzo de 2010. La publicación de Los últimos años 1975 – 2006 estaba programada para el otoño de 2010, pero fue objetada por el excompañero de vida de Reve, Joop Schafthuizen y tuvo que esperar a un fallo judicial en 2012

## Obras
- De avonden; Een wintervertelling (Las noches; Un relato de invierno, 1947; traducción de Ronald Brouwer, Acantilado, Barcelona, 2011)
- Werther Nieland (1949)
- De ondergang van de familie Boslowits (El ocaso de la familia Boslowits, 1950)
- The Acrobat (El acróbata, 1956, escrito en inglés)
- Tien vrolijke verhalen (Diez historias divertidas, 1961)
- Vier Wintervertellingen (Cuatro relatos de invierno, 1963)
- Op weg naar het einde (Camino del final, 1963)
- Nader tot U (Más cerca de Ti, 1966)
- De taal der liefde (El lenguaje del amor, 1972; traducción de Felipe M. Lorda Alaiz, Ultramar, Barcelona, 1988)
- Lieve jongens (Queridos muchachos, 1973)
- Een circusjongen (Un muchacho de circo, 1975)
- Brieven aan kandidaat katholiek A. 1962-1969 (Cartas al candidato católico A. 1962-1969, 1976)
- Oud en eenzaam (Viejo y solitario, 1978)
- Brieven aan Wimie (Cartas a Wimie, 1980)
- Moeder en zoon (Madre e hijo, 1980)
- Brieven aan Bernard S. (Cartas a Bernard S., 1981)
- De vierde man (El cuarto hombre, 1981)
- Brieven aan Josine M. (Cartas a Josine M., 1981)
- Brieven aan Simon C. 1971-1975 (Cartas a Simon C. 1971-1975, 1982)
- Brieven aan Wim B. 1968-1975 (Cartas a Wim B. 1968-1975, 1983)
- Brieven aan Frans P. 1965-1969 (Cartas a Frans P. 1965-1969, 1984)
- De stille vriend (El amigo silencioso, 1984)
- Brieven aan geschoolde arbeiders (Cartas a los obreros cualificados, 1985)
- Zelf schrijver worden (Hacerse escritor, 1985)
- Brieven aan Ludo P. 1962-1980 (Cartas a Ludo P. 1962-1980, 1986)
- Bezorgde ouders (Padres preocupados, 1988)
- Brieven aan mijn lijfarts 1963-1980 (Cartas a mi médico personal 1963-1980, 1991)
- Brieven aan een aardappeleter (Cartas a un comedor de patatas, 1993)
- Op zoek (Buscando, 1995)
- Het boek van violet en dood (El libro de violeta y muerte, 1996)
- Ik bak ze bruiner (Pasado de rosca, 1996)
- Brieven aan Matroos Vosch (Cartas al marinero Vosch, 1997)
- Het hijgend hert (El ciervo jadeante, 1998)